# Polk County (Tennessee)
Polk County ist ein County im Bundesstaat Tennessee der Vereinigten Staaten. Das U.S. Census Bureau hat bei der Volkszählung 2020 eine Einwohnerzahl von 17.544 ermittelt. Der Verwaltungssitz (County Seat) ist Benton.

## Geographie
Das County liegt im äußersten Südosten von Tennessee, grenzt im Osten an North Carolina, im Süden an Georgia und hat eine Fläche von 1146 Quadratkilometern, wovon 19 Quadratkilometer Wasserfläche sind. Es grenzt im Uhrzeigersinn an folgende Countys: Monroe County, Cherokee County (North Carolina), Fannin County (Georgia), Murray County (Georgia), Bradley County und McMinn County. Der Cherokee National Forest erstreckt sich teilweise in das Polk County.

### Citys und Towns
- Benton
- Copperhill
- Ducktown

### Unincorporated Communities
- Conasauga
- Delano
- Farner
- Harbuck
- Ocoee
- Oldfort
- Reliance
- Turtletown

## Geschichte

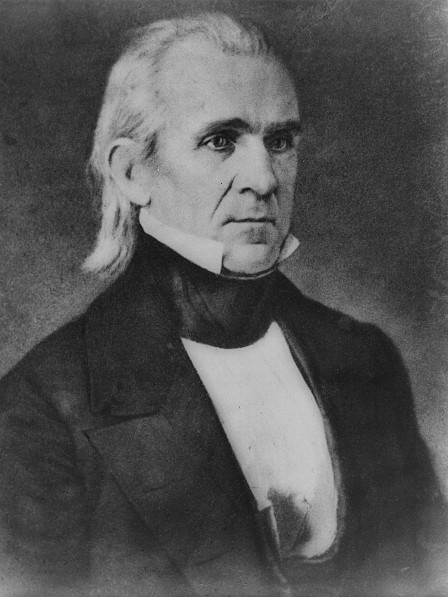
James K. Polk

Polk County wurde am 28. November 1839 aus Teilen des Bradley County und des McMinn County gebildet. Benannt wurde es nach James K. Polk, dem elften Präsidenten der Vereinigten Staaten.

Davor wirkte er als Gouverneur des Bundesstaats Tennessee (1839 bis 1841) und Sprecher des Repräsentantenhauses (1835 bis 1839). Polk gehörte der Demokratischen Partei an.

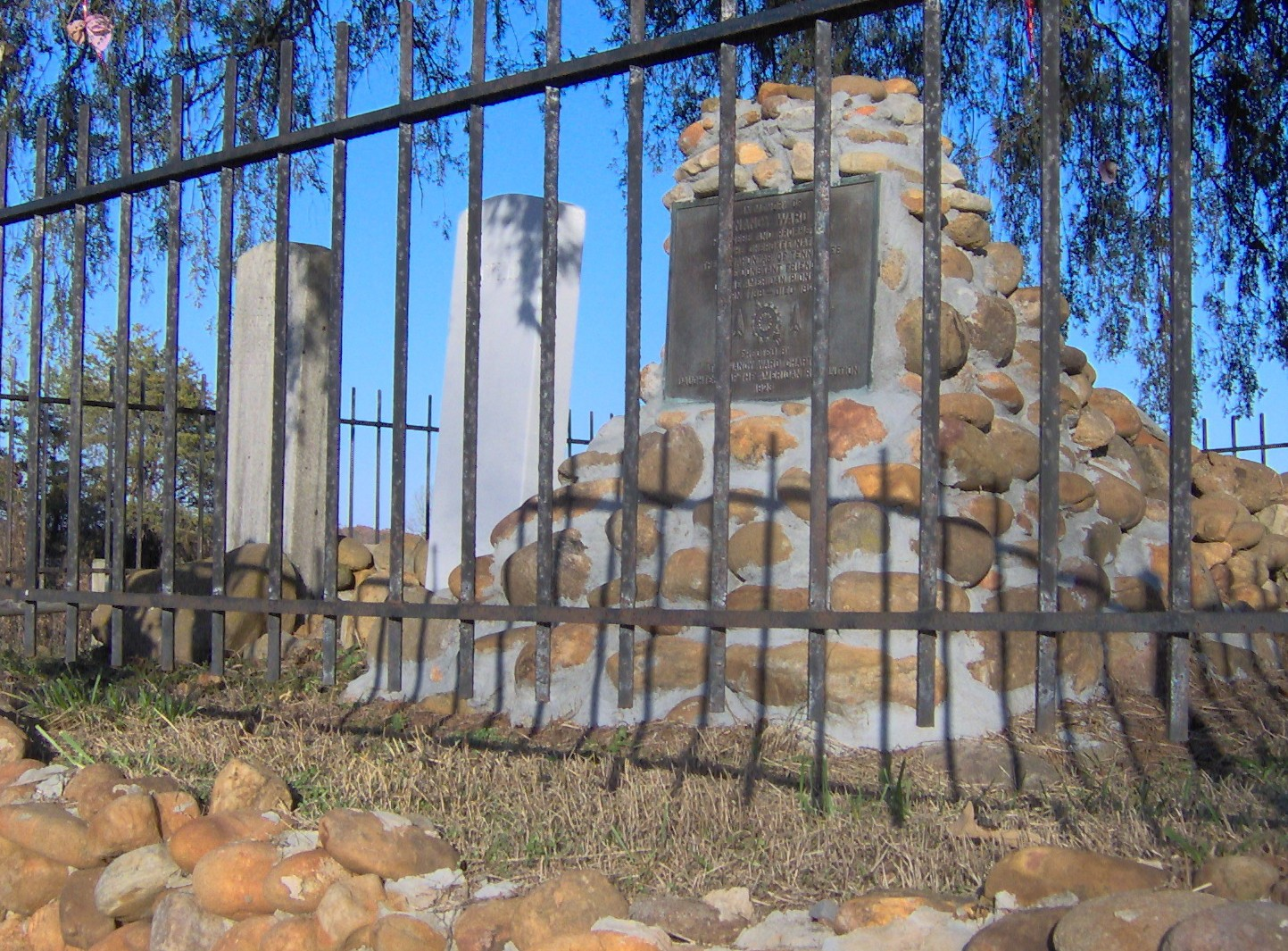
Nancy Ward Tomb ist einer von 18 Einträgen des Countys im NRHP.

18 Bauwerke und Stätten des Countys sind im National Register of Historic Places (NRHP) eingetragen (Stand 27. August 2018).

## Demografische Daten

Alterspyramide Polk County

Nach der Volkszählung im Jahr 2000 lebten im Polk County 16.050 Menschen in 6.448 Haushalten und 4.752 Familien. Die Bevölkerungsdichte betrug 14 Einwohner pro Quadratkilometer. Ethnisch betrachtet setzte sich die Bevölkerung zusammen aus 98,35 Prozent Weißen, 0,14 Prozent Afroamerikanern, 0,27 Prozent amerikanischen Ureinwohnern, 0,12 Prozent Asiaten, 0,02 Prozent Bewohnern aus dem pazifischen Inselraum und 0,09 Prozent aus anderen ethnischen Gruppen; 1,01 Prozent stammten von zwei oder mehr Ethnien ab. 0,73 Prozent der Bevölkerung waren spanischer oder lateinamerikanischer Abstammung.
Von den 6.448 Haushalten hatten 29,8 Prozent Kinder und Jugendliche unter 18 Jahre, die bei ihnen lebten. 60,3 Prozent waren verheiratete, zusammenlebende Paare, 9,0 Prozent waren allein erziehende Mütter und 26,3 Prozent waren keine Familien. 23,3 Prozent waren Singlehaushalte und in 9,8 Prozent lebten Personen im Alter von 65 Jahren oder darüber. Die Durchschnittshaushaltsgröße betrug 2,46 und die durchschnittliche Haushaltsgröße betrug 2,89 Personen.
22,6 Prozent der Bevölkerung waren unter 18 Jahre alt, 8,2 Prozent zwischen 18 und 24, 28,5 Prozent zwischen 25 und 44, 26,4 Prozent zwischen 45 und 64 und 14,3 Prozent waren älter als 65. Das Durchschnittsalter betrug 39 Jahre. Auf 100 weibliche Personen kamen statistisch 98,3 männliche Personen und auf 100 Frauen im Alter von 18 Jahren und darüber kamen 95,8 Männer.
Das jährliche Durchschnittseinkommen eines Haushalts betrug 29.643 USD, das Durchschnittseinkommen der Familien betrug 36.370 USD. Männer hatten ein Durchschnittseinkommen von 27.703 USD, Frauen 21.010 USD. Das Prokopfeinkommen betrug 16.025 USD. 9,7 Prozent der Familien und 13,0 Prozent der Einwohner lebten unterhalb der Armutsgrenze.